# Coptoclerus sericeus
Coptoclerus sericeus is een keversoort uit de familie mierkevers (Cleridae). De wetenschappelijke naam van de soort is voor het eerst geldig gepubliceerd in 1924 door Chapin.